# Acid ferulic
Acidul ferulic este un compus organic fenolic derivat de acid hidroxicinamic. Este întâlnit în peretele celular al majorității specii vegetale, fiind legat de molecule precum arabinoxilanii. Este un component al ligninei, fiind un precursor al altor compuși aromatici. Denumirea sa provine de la genul  Ferula, făcând referire la specia Ferula communis.
Este un component al lignocelulozelor, precum pectina și lignina, fiind un component foarte răspândit în plante.

## Metabolizare

### Biosinteză
Acidul ferulic este biosintetizat în plante din acidul cafeic sub acțiunea enzimei denumite cafeat-O-metiltransferază. Este un component al lignocelulozei împreună cu acidul dihidroferulic, deservind ca legătură dintre lignină și polizaharide, conferind rigiditate peretelui celular vegetal.

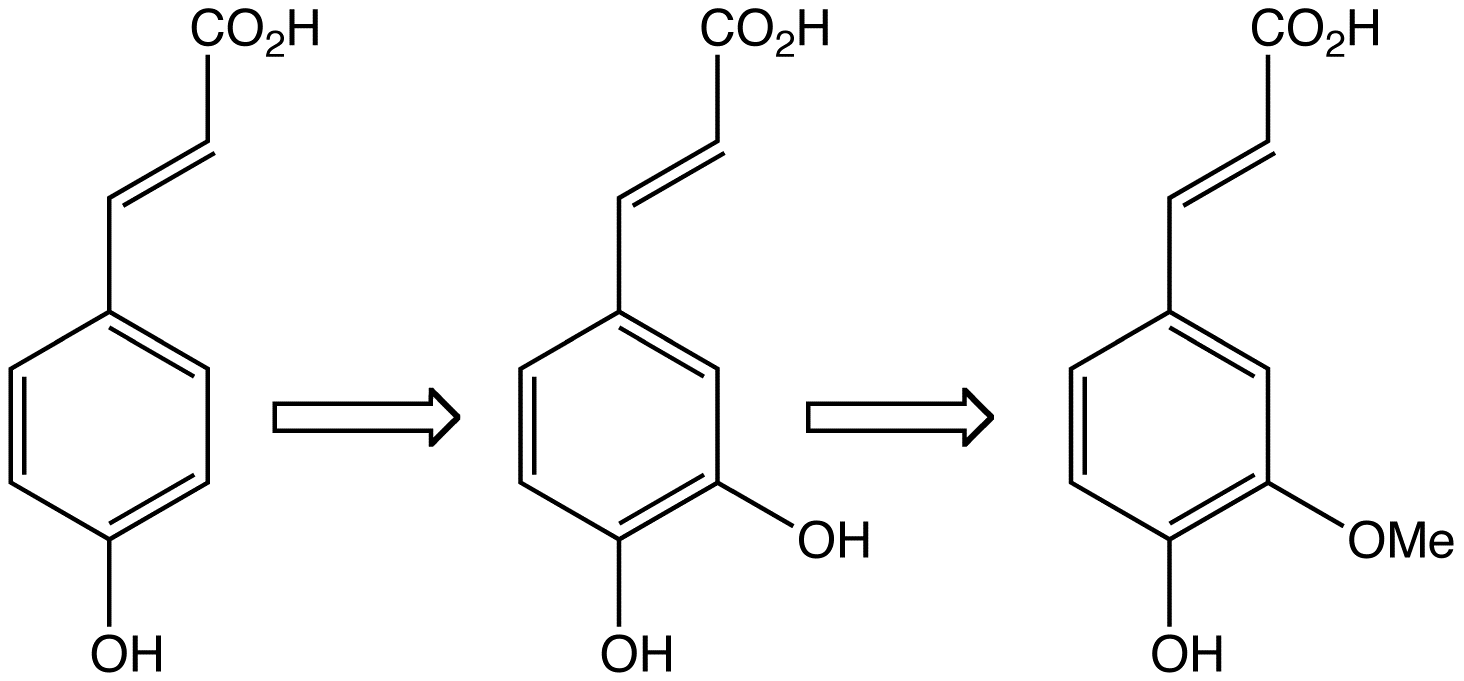
Procesul de biosinteză a acidului ferulic, în plante: fenilalanina este convertită la acid 4-hidroxicinamic (stânga), care este transformat la acid cafeic și în final la acid ferulic (drepta).